# Kiki Gunneman
Pour les articles homonymes, voir Gunneman.
Kiki Gunneman née le 4 décembre 1996, est une joueuse néerlandaise de hockey sur gazon. Elle évolue au poste de gardienne de but au Pinoké et avec l'équipe nationale néerlandaise.

## Carrière
- Elle a fait ses débuts en équipe première le 14 avril 2019 contre les États-Unis à Rotterdam lors de la Ligue professionnelle 2019[1].

## Palmarès
- : 1re à la Ligue professionnelle 2019.
- : 1re à la Ligue professionnelle 2020-2021.
- : 2e à la Ligue professionnelle 2021-2022.